# Нестеровский, Яков Израилевич
Яков Израилевич Нестеровский (1925—2010) — советский учёный в области медицины и организатор здравоохранения, доктор медицинских наук (1981). Заслуженный врач РСФСР (1964).

## Биография
Родился 1 апреля 1925 года в городе Херсоне, Украинской ССР в семье инженера Израиля Яковлевича Нестеровского (1898—1938), впоследствии директора Челябинского тракторного завода, расстрелянного в 1938 году в период сталинских репрессий. 
С 1942 года в возрасте семнадцати лет был призван в ряды Рабоче-Крестьянской Красной армии и добровольцем отправился на фронт. С 1942 по 1945 годы участник Великой Отечественной войны в составе гвардейской воинской части, гвардии сержант, в боях получил ранение. За мужество и отвагу проявленные во время войны был награждён Орденом Красной Звезды.
С 1945 года после демобилизации из рядов Советской армии работал на Барнаульском машиностроительном заводе. С 1945 по 1950 годы проходил обучение в  Одесском медицинском институте. С 1950 по 1952 годы работал санитарным врачом и главным врачом Копейского противотуберкулёзного диспансера. 
С 1965 по 1995 годы, в течение тридцати лет, Я. И. Нестеровский работал в должности — главного врача Челябинского областного противотуберкулёзного диспансера и главного фтизиатра города Челябинска и Челябинской области, под руководством и при непосредственном участии Я. И. Нестеровского в Челябинске и Челябинской области были образованы пять межведомственных противотуберкулёзных центров а противотуберкулёзная служба Челябинской области занимала одно из самых низких показателей в Советском Союзе по заболеваемости туберкулёзом. В 1965 году защитил диссертацию на соискание учёной степени кандидата медицинских наук, в 1981 году — доктор медицинских наук.
Я. И. Нестеровский являлся автором более ста пятидесяти научных работ. Помимо основной деятельности занимался и общественно-научной работой: много лет являлся  руководителем Челябинского областного научного общества фтизиатров, членом редакционных коллегий журналов «Пульмонология», «Проблемы туберкулёза» и «Туберкулёз и экономия»
В 1964 году Указом Президиума Верховного Совета РСФСР за заслуги в области здравоохранения, Я. И. Нестеровский был удостоен почётного звания — Заслуженный врач РСФСР.
Скончался 28 января 2010 года в Челябинске.

## Награды
Основной источник:
- Орден Отечественной войны I степени
- Орден Трудового Красного Знамени
- Орден Красной Звезды (06.05.1965)
- Орден «Знак Почёта»
- Медаль «За победу над Германией в Великой Отечественной войне 1941—1945 гг.» (09.05.1945)
- Медаль «В ознаменование 100-летия со дня рождения Владимира Ильича Ленина»

## Звание
- Заслуженный врач РСФСР (1964)

## Память
- 8 мая 2015 года на здании Челябинского областного противотуберкулёзного диспансера была установлена мемориальная доска Я. И. Нестеровский[3]